# George Hobart-Hampden, 10.º Conde de Buckinghamshire
George Miles Hobart-Hampden, 10.º Conde de Buckinghamshire (nascido em 15 de Dezembro de 1944) é um nobre, empresário e atual Conde de Buckinghamshire.
Atuou como conservador na Câmara dos Lordes de 1984, até a entrada em vigor da Lei da Câmara dos Lordes de 1999 . 
Ele é filho de Cyril Langel Hobart-Hampden e de sua esposa Margaret Jolliffe, foi educado no Clifton College e na Universidade de Exeter, onde se formou com bacharelado em 1967, e depois no Birkbeck College, em Londres, e no Institute of Commonwealth Studies, onde fez mestrado em 1968. De 1970 a 1981 trabalhou com Noble Lowndes e sócios e entre 1981 e 1991 foi diretor de várias empresas do Grupo Bancário de Hong Kong. Em 1995 foi sócio da Watson Wyatt Worldwide. 
Em 19 de abril de 1983, Hobart-Hampden herdou de um primo os nobres do Conde de Buckinghamshire (1746) e do Barão Hobart de Blickling (1728) e o baronete de Hobart (1611). 
Em 27 de julho de 1968 ele se casou primeiro com Susan Jennifer Adams, filha de Raymond W. Adams. Eles se divorciaram em 1975, e ele se casou em segundo lugar com Alison Wightman Forrest, filha de William Forrest. 

## Honras
- Membro do Instituto de Diretores, 1983

1. ↑  Earl of Buckinghamshire, members.parliament.uk, accessed 13 January 2023
2. 1 2 3  Burkes Peerage, volume 1 (2003) page 576